# Pirascca phoenicura
Pirascca phoenicura is een vlindersoort uit de familie van de prachtvlinders (Riodinidae), onderfamilie Riodininae.
Pirascca phoenicura werd in 1886 beschreven door Godman & Salvin.